# Anja Dittmer
Anja Dittmer (Neubrandenburg, 22 de setembro de 1975) é uma triatleta profissional alemã. 

## Carreira
Anja disputou os Jogos Olímpicos de 2000, 2004, 2008 e 2012

### Londres 2012
Anja Dittmer disputou os Jogos de Londres 2012, terminando em 12º lugar com o tempo de 2:01:38. 